# Dalem (Francja)
Dalem – miejscowość i gmina we Francji, w regionie Grand Est, w departamencie Mozela.
Według danych na rok 1990 gminę zamieszkiwało 545 osób, a gęstość zaludnienia wynosiła 74 osób/km² (wśród 2335 gmin Lotaryngii Dalem plasuje się na 564. miejscu pod względem liczby ludności, natomiast pod względem powierzchni na miejscu 802.).